# Saint-Julien-d’Armagnac
Saint-Julien-d’Armagnac település Franciaországban, Landes megyében. Lakosainak száma 109 fő (2022. január 1.). Saint-Julien-d’Armagnac Betbezer-d’Armagnac, Créon-d’Armagnac, Estigarde, Lagrange, Saint-Justin és Vielle-Soubiran községekkel határos.

## Népesség
A település népessége az elmúlt években az alábbi módon változott:
| Lakosok száma | 160  | 156  | 139  | 114  | 109  | 105  | 108  | 110  | 111  | 109  |
|               | 1968 | 1982 | 1990 | 2006 | 2013 | 2015 | 2017 | 2019 | 2020 | 2022 |